# Шлютер, Андреас
Андреас Шлютер (нем. Andreas Schlüter; 15 марта 1634 или май 1660, Данциг (Гданьск) — 23 июня 1714, Санкт-Петербург) — немецкий скульптор и архитектор, яркий представитель северогерманского барокко. В 1702—1704 годах был директором Берлинской академии искусств. В Берлине он участвовал в проектировании Королевского дворца, создал конную статую Великого курфюрста. В Варшаве работал над скульптурным убранством Дворца Красинских и королевского дворца в Вилянове, начал многие строительные работы в Санкт-Петербурге.

## Биография
Его ранняя биография не выяснена. Ни точных биографических дат, ни достоверного портрета Андреаса Шлютера не сохранилось. По-видимому, он родился в Данциге либо 15 марта 1634 года, либо 13 июля 1659 или, ещё неопределённей, около 1660 года. Согласно одним сведениям, Андреас был крещён 5 марта 1634 года как сын Андреаса Шлютера (старшего), скульптора, и его жены Барбары Штанге в Данциге.
Учился в гимназии; начальное обучение скульптора и каменщика завершил в 1659 году у Вильгельма Рихтера. Затем был принят в гильдию каменщиков и скульпторов в Данциге, после чего, по-видимому, отправился в путешествие. В 1661 году скульптор Андреас Шлютер получил право жить в Гамбурге в течение одного года, а затем снова покинул город.
С 1690 года Андреас Шлютер-скульптор работал в Варшаве, где создал скульптурное убранство королевского дворца в Вилянове. Однако убедительные документальные свидетельства отсутствуют. Несколько его работ находится в Жолкве, поместье Яна Собеского.
В 1694 году Шлютер подал заявление на должность при прусском дворе в Берлине в качестве скульптора. Курфюрст Фридрих III (с 1701 года король Пруссии Фридрих I) отправил его во Францию, Нидерланды и Италию для обеспечения гипсовыми слепками античных скульптур новой художественной академии в Берлине, где он также получил должность преподавателя. Во время этих поездок Шлютер познакомился с работами Микеланджело Буонарроти и Джан Лоренцо Бернини, которые оказали на него неизгладимое впечатление.

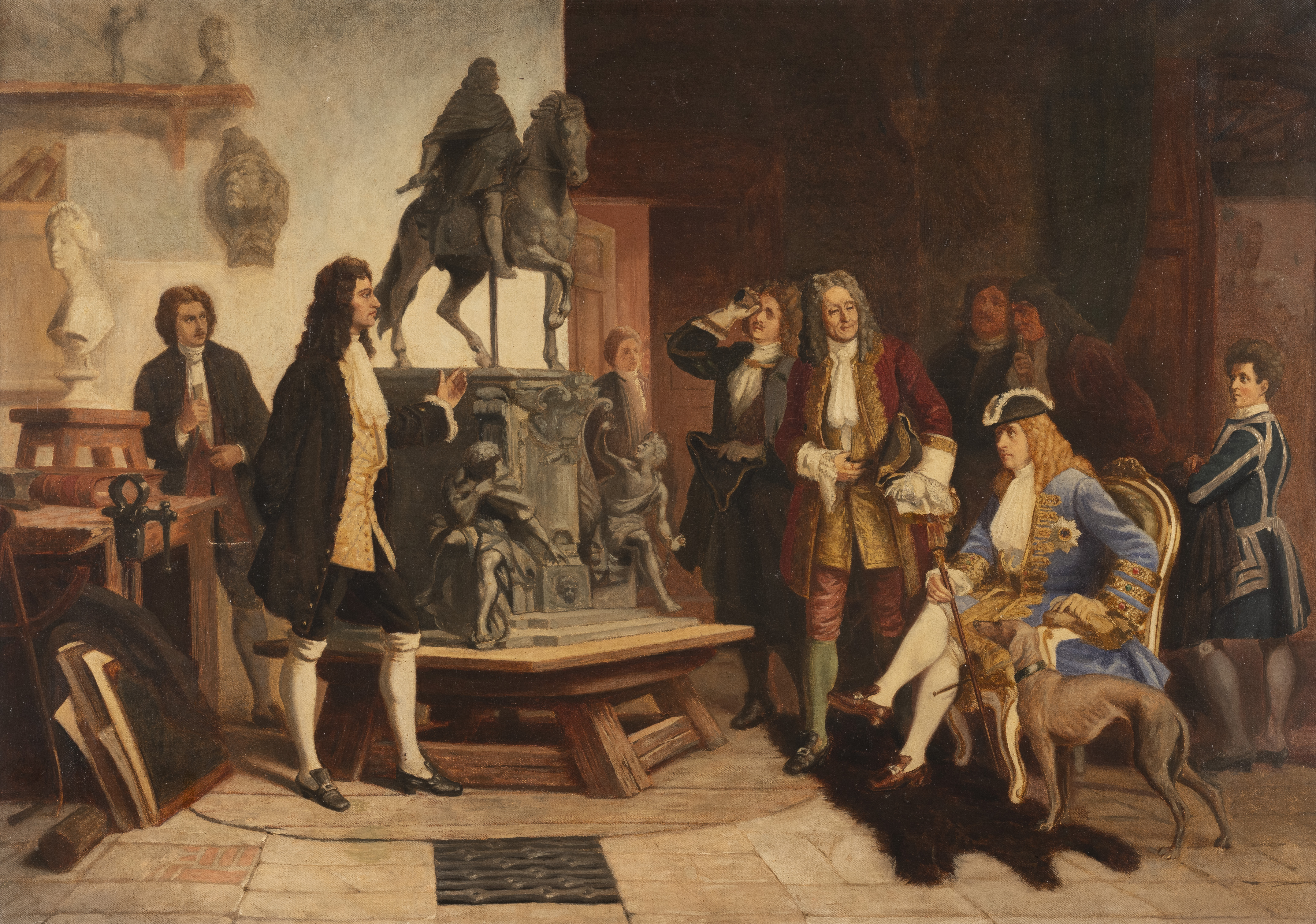
Скульптор Андреас Шлютер представляет модель конной статуи Великого курфюрста Фридриха Вильгельма

Первой крупной работой Шлютера стало скульптурное оформление здания Арсенала, начатое в 1695 году по планам Иоганна Арнольда Неринга, архивольты окон которого он украсил резными замковыми камнями (на фасаде — парадные шлемы, во внутреннем дворе — щиты с головами умирающих воинов). Под его руководством работали несколько каменщиков и других мастеров, в том числе Давид Кристоф Саповиус из Данцига.
В то же время Шлютер сделал модель статуи Фридриха III, которую предполагалось установить во дворе Оружейной палаты, и конной статуи «Великого курфюрста», воздвигнутой на Длинном мосту (Lange Brücke) через Шпрее перед Берлинским Королевским дворцом. Обе бронзовые скульптуры с послевоенного времени находятся во дворце Шарлоттенбург. Монумент курфюрсту — наиболее значительный для того времени конный памятник, созданный в 1696 году (отлит в 1700 году Иоганном Якоби (нем. Johann Jacobi)). В 1697 году Шлютер создал бронзовую статую курфюрста Фридриха III для Кёнигсберга. В этих памятниках Шлютер выступает апологетом военной мощи и абсолютизма прусской монархии. В статуе Великого курфюрста он стремился создать образ грозного и мудрого правителя. Облачённый в античные одеяния, в пышном парике, властитель Пруссии торжественно восседает на медленно шествующем коне. Постамент памятника украшен большими декоративными волютами и четырьмя фигурами закованных в цепи невольников, символизирующих различные темпераменты и покорённые курфюрстом народы. Этот монумент, восходящий к античным и ренессансным конным статуям, или «кавалло», оказал значительное влияние на многие последующие, в том числе на образ «петербургского кондотьера» — памятник Петру Великому работы скульптора Б. К. Растрелли Старшего в Санкт-Петербурге.
В 1698 году Шлютер был назначен директором здания Королевского дворца в Берлине. В этой должности Шлютер перепроектировал обращённый к городу фасад дворца и создал интерьер Шлютерхофа, впоследствии названного его именем, с элементами итальянского барокко и зарождающегося немецкого неоклассицизма. Берлинский дворец строился многие годы: начатый задолго до Шлютера, он был фактически закончен только к середине XIX века. Однако внешний вид здания определили именно те его части, которые были созданы Шлютером. Ему принадлежали южный и северный фасады дворца и фасады его внутреннего двора, а также интерьер лестницы и ряд парадных комнат. Значительно разрушенный в 1945 году, дворец в конце 1950 года был окончательно снесён. В 2015—2020 годах здание было восстановлено.
В 1700-х годах Шлютер много работал в качестве скульптора: в 1700 году в Николаикирхе в Берлине была создана надгробная плита для придворного ювелира Даниэля Манна и его жены с мотивом смерти, схватившей мальчика. Незадолго до этого Шлютеру пришлось оплакивать смерть своего младшего сына Готтхарда. Кроме того, Шлютер в 1703 году создал кафедру в Мариенкирхе в Берлине. В этой работе заметно влияние Дж. Л. Бернини, в частности, кафедры собора Святого Петра в Ватикане.
В 1705 году умерла Королева София Шарлотта. Шлютеру было поручено спроектировать надгробие. Помимо работы скульптора и архитектора Шлютер с 1702 по 1704 год занимал должность директора Берлинской академии искусств.
Достигнув вершины своей служебной карьеры, Шлютер получил распоряжение заменить старый монетный двор зданием, соответствующим новому королевскому достоинству. Шлютер сделал несколько смелых проектов Водовзводной башни монетного двора (Münzturm), которая изначально должна была достигать высоты 96 метров, содержать хранилище воды для дворцового сада и карильон наверху. Первый набросок датируется зимой 1701—1702 годов, строительство началось в 1702 году. Однако вскоре возникли проблемы, вызванные заболоченной почвой. Фундамент башни начал проседать, в стенах появились глубокие трещины. Несмотря на работы по усилению фундамента и стен, башня, поднятая на высоту 60 метров, рухнула вместе с лесами, похоронив строителей. К этому несчастью присоединилось и другое: Шлютер построил для короля «Дворец удовольствий» (Lustschloss) в курортном городе Фрайенвальде. Он располагался прямо на песчаном холме, который во время пребывания короля тут же обрушился из-за бури, из-за чего король больше никогда не посещал это место, а Шлютер окончательно впал в немилость. Кроме того, у Шлютера, вероятно, было много завистников, особенно Эозандер фон Гёте, которые воспользовались случаем, чтобы указать на недостатки строительства Арсенала и Берлинского дворца и тем самым ещё больше навредили репутации Шлютера.
В 1706 году из-за интриг своего соперника Шлютер был отстранён от постройки Королевского дворца, но не лишился должности придворного скульптора и создал в 1713 году надгробный памятник королю Фридриху I.

## Шлютер в России
После смерти Фридриха I в 1713 году Шлютер был окончательно уволен с придворной службы. Летом 1713 года, сразу после смерти короля, Шлютер принял предложение от русского царя Петра Первого и 1 мая 1713 года подписал договор с Яковом Брюсом, переехав в Россию вместе с Г. И. Шеделем для работ в Санкт-Петербурге в чине «директора строительства». Архитектору положили жалованье в пять тысяч рублей в год. Сначала его сопровождал только старший сын, остальные члены семьи должны были последовать за ним.
Наряду с Жан-Батистом Леблоном Шлютер, был самым крупным европейским мастером, работавшим в российской столице при Петре I. Однако по иронии судьбы он пробыл в Северной Пальмире всего год и умер, не успев создать ничего значительного.
Шлютер поселился в Летнем дворце, для которого выполнил ряд скульптур и рельефов. К 1714 году благодаря ему Летний дворец обрёл свой окончательный нынешний вид.
Существуют документальные подтверждения, что эскизы и чертежи Шлютера, которые он привёз с собой для представления русскому царю, были использованы при замысле дворца А. Д. Меншикова на Васильевском острове и в Ораниенбауме, а также Кикиных палат. Известно также, что Шлютер значительно расширил дворец царя Петра в Летнем саду, там же по его плану в 1714 году начали строить павильон Грот и строительные работы в Петергофе. Документально это не подтверждается, но влияние шлютеровского стиля на эти постройки очевидно. Кроме того, ещё И. Э. Грабарь высказал предположение, что для башни петербургской Кунсткамеры, здания, которое начал строить в 1718 году Г. И. Маттарнови (скончавшийся в следующем году), использовали, по свидетельству П. Брюса, «модели и чертежи» Шлютера.
Ценные сведения о деятельности Шлютера в Петербурге сообщал Питер Генри Брюс, шотландец, состоявший на русской службе в чине артиллерийского капитана в 1711—1724 годах:

 «Император пригласил на свою службу некоего господина Шлютера, знаменитого архитектора, с несколькими добрыми мастерами; его поселили в Летнем дворце, чтобы был близ царя. Тогда этот господин получал множество заказов на постройку дворцов, домов, академий, мануфактур, печатных дворов, а так как для вычерчивания планов у него было лишь несколько человек, я предложил ему свою помощь в этом деле с условием, что он обучит меня правилам архитектуры. Он с радостью согласился на это, и я приходил к нему ежедневно. Царь часто бывал с ним и, увидев мои чертежи, так был ими доволен, что впоследствии я много занимался вычерчиванием его планов для гражданской и военной архитектуры. У господина Шлютера было слабое, болезненное сложение, и при стольких трудах и постоянных заботах он заболел и умер, прожив в Петербурге только год. Он много времени потратил на попытки изобрести вечный двигатель, чрезмерные занятия которым весьма подорвали его здоровье; однако он успел всё же подготовить двигатель к запуску. Модель машины представляла собой круглую латунную раму 18 дюймов толщиной и 2 ярда диаметром. Полые пластины из того же металла были размещены вокруг во внутренней стороне, а туда опущено пушечное ядро. Пластины приводились в движение пружинами, обеспечивая бесконечное движение ядра по кругу. Каждая пластина направляла несколько колёс, производивших много различных действий. Но пружины и колёса часто ломались, их починка отнимала много времени. Работая над двигателем, господин Шлютер всегда запирался, и никто к нему не смел войти, кроме царя, который часто с ним закрывался. После кончины господина Шлютера двигателем занимался его подмастерье, но он тоже вскоре заболел и умер, и машину заперли. Я так никогда и не узнал, пытался ли кто-нибудь достроить её. При посещениях архитектора мне лишь дважды удалось её увидеть»
Основным помощником Шлютера в Берлине и Санкт-Петербурге был Иоганн Фридрих Браунштейн, который заменил мастера на всех его постройках в Кроншлоте, Стрельне и Петергофе. Шлютер умер 4 июля 1714 года. Его могила на Сампсониевском кладбище не сохранилась.
Считается, что Шлютер переутомился от непосильного количества заказов царя либо умер во время эпидемии чумы. Весть о его смерти достигла Берлина 23 июня 1714 года.
Долгое время бытовало ошибочное мнение, что именно Шлютер создал первоначальный проект Янтарной комнаты. На самом деле она создавалась с 1701 года по планам Иоганна Фридриха Эозандера фон Гёте.

## Память
Андреас Шлютер почитался современниками как «Микеланджело Севера». Во время строительства нового здания Дюссельдорфской академии художеств (1875—1879) имя Шлютера было высечено вместе с другими известными художниками на фризе западного фасада. На одном из пилонов зала Гамбургской ратуши расположен медальон с условным рельефным портретом Андреаса Шлютера.
Для Аллеи Победы (Siegesallee) в Берлине скульптор Густав Эберлайн спроектировал мраморный бюст Шлютера среди скульптур, окружающих центральную фигуру прусского короля Фридриха I. Памятник открыт 3 мая 1900 года. Бюст изображает Шлютера, одетым в простой скульпторский халат, рассматривающим скульптуру воина. Бюст сохранился с небольшими повреждениями и с мая 2009 года хранится в Цитадели Шпандау. Шлютеру посвящена почтовая марка Генерал-губернаторства 1944 года.
Именем скульптора назван астероид № 6350 «Шлютер». 
В 1995 году на месте не сохранившегося Сампсониевского кладбища в Петербурге был открыт памятник «Первостроителям Санкт-Петербурга», посвящённый его авторами архитектором В. Б. Бухаевым и скульптором М. М. Шемякиным в том числе и Шлютеру.
В 2014 году в берлинском Боде-Музее состоялась большая выставка «Андреас Шлютер и Берлин эпохи барокко».

## Галерея

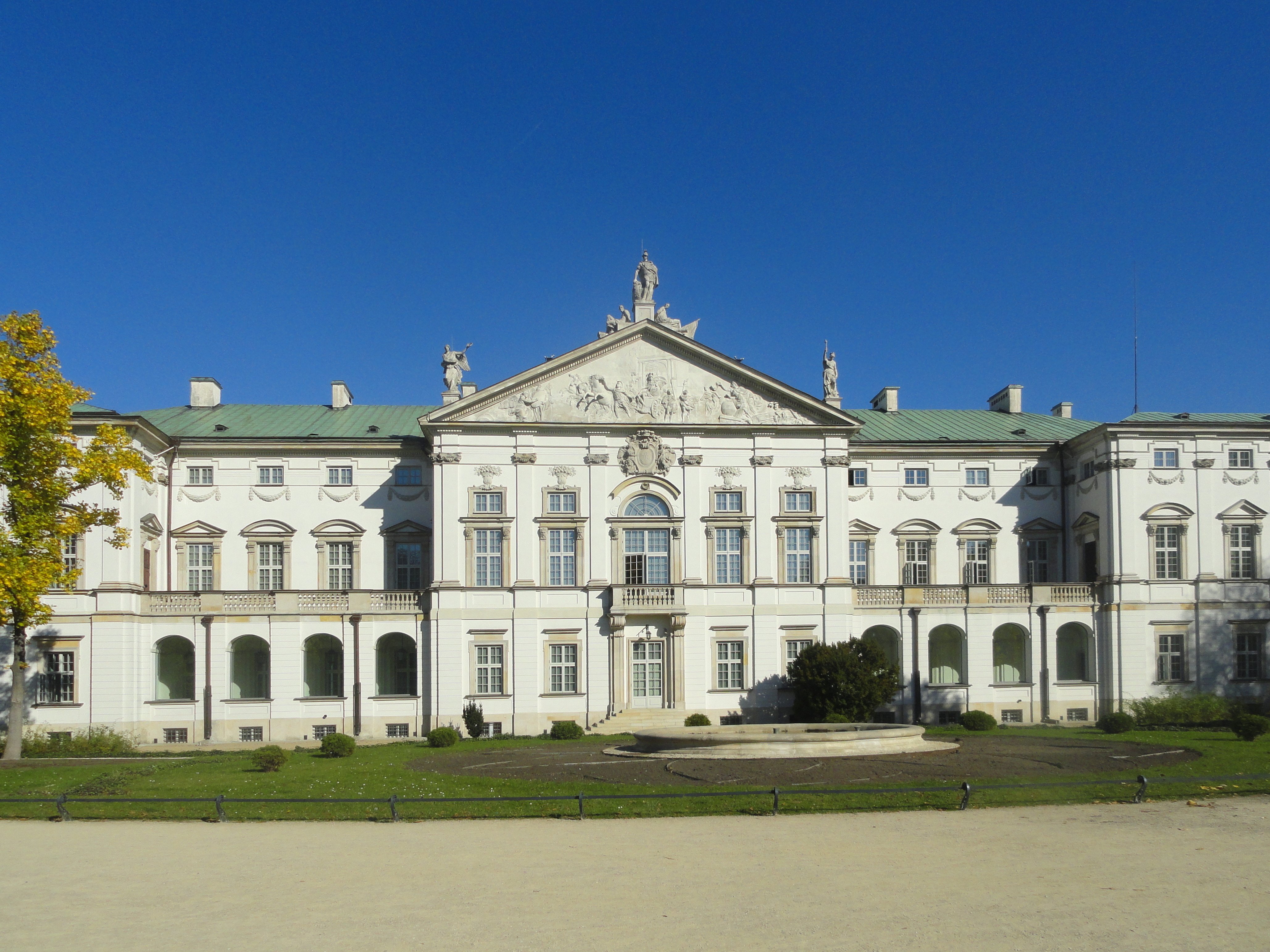
Дворец Красинских. Варшава
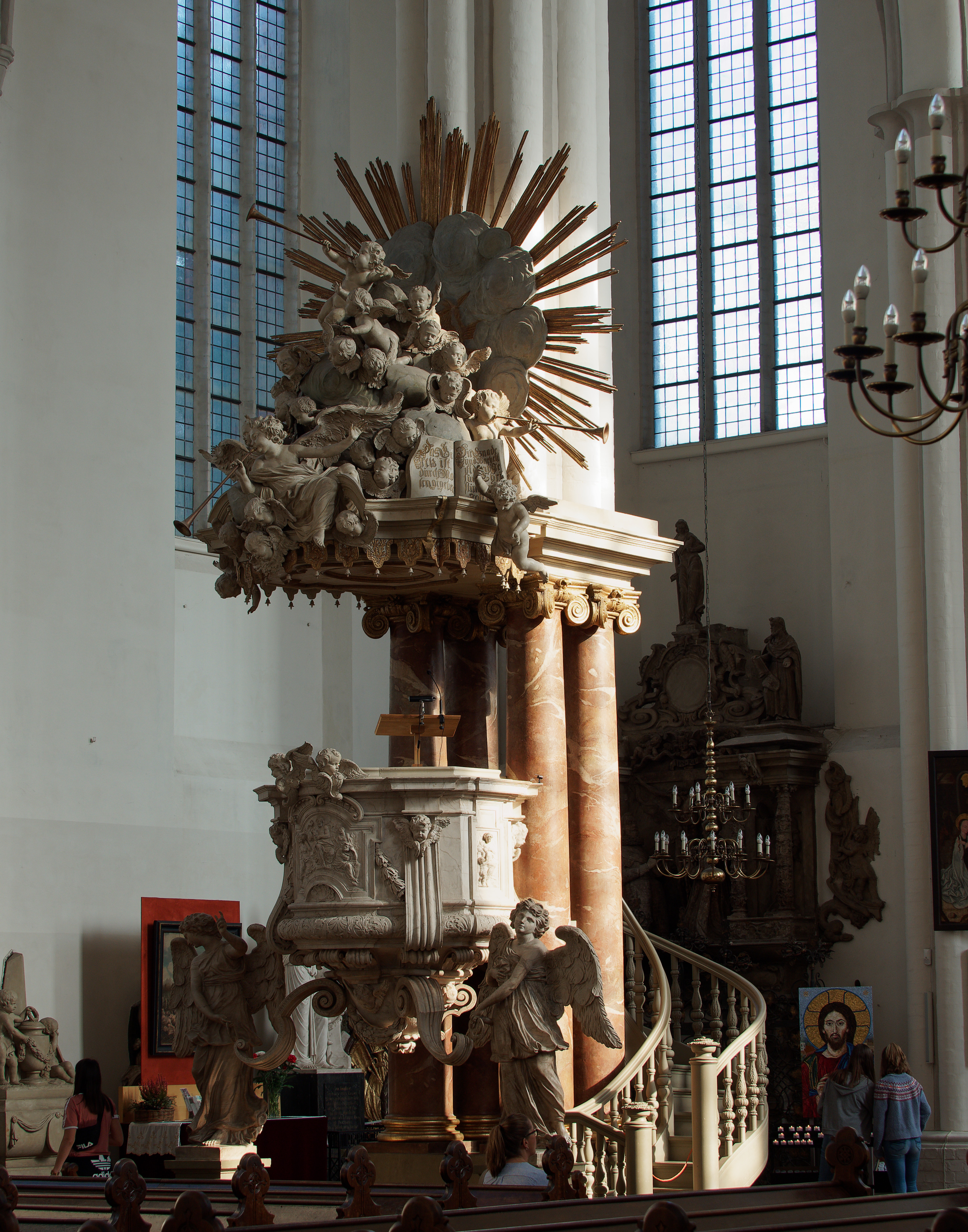
Кафедра Мариенкирхе. 1703. Берлин
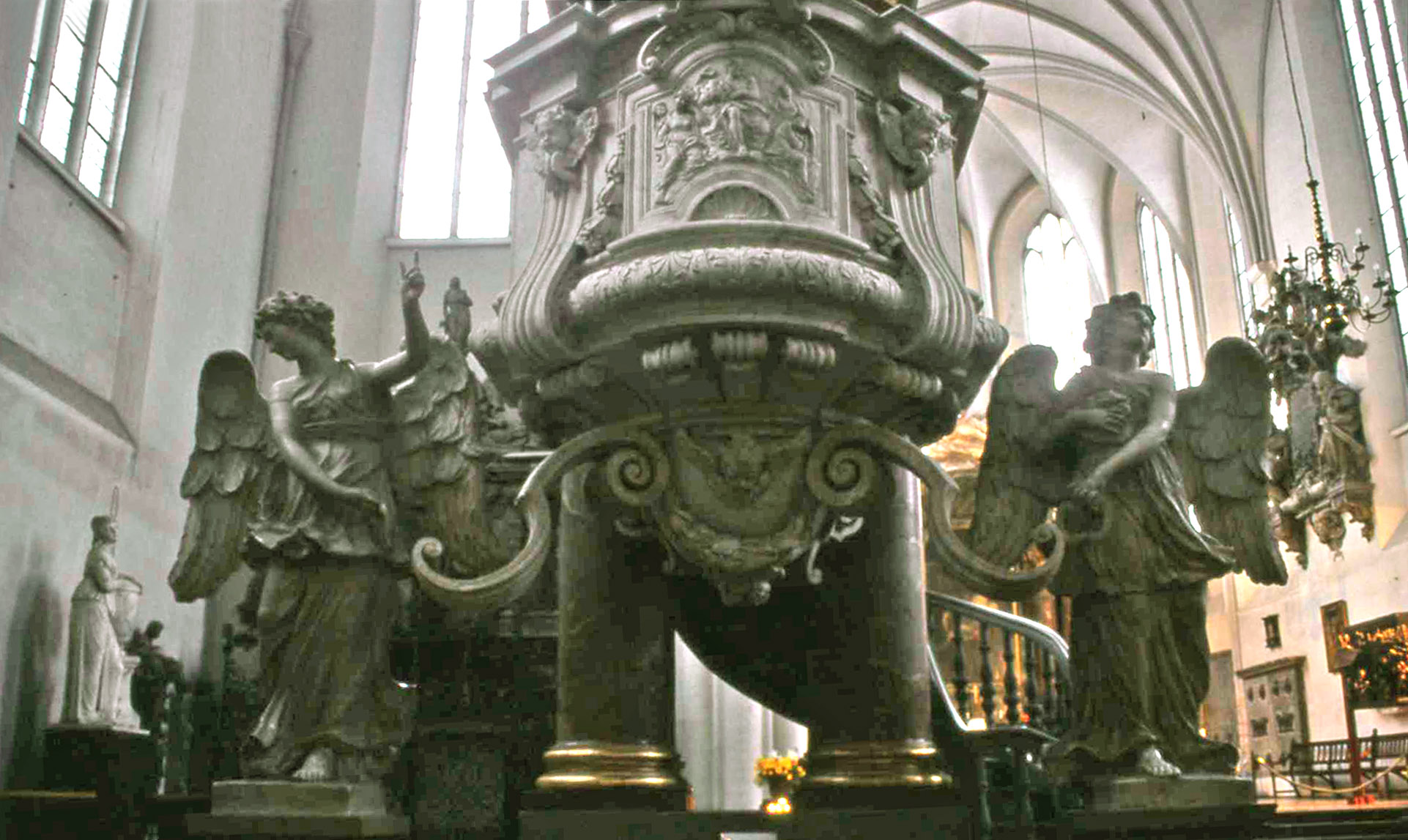
Деталь кафедры
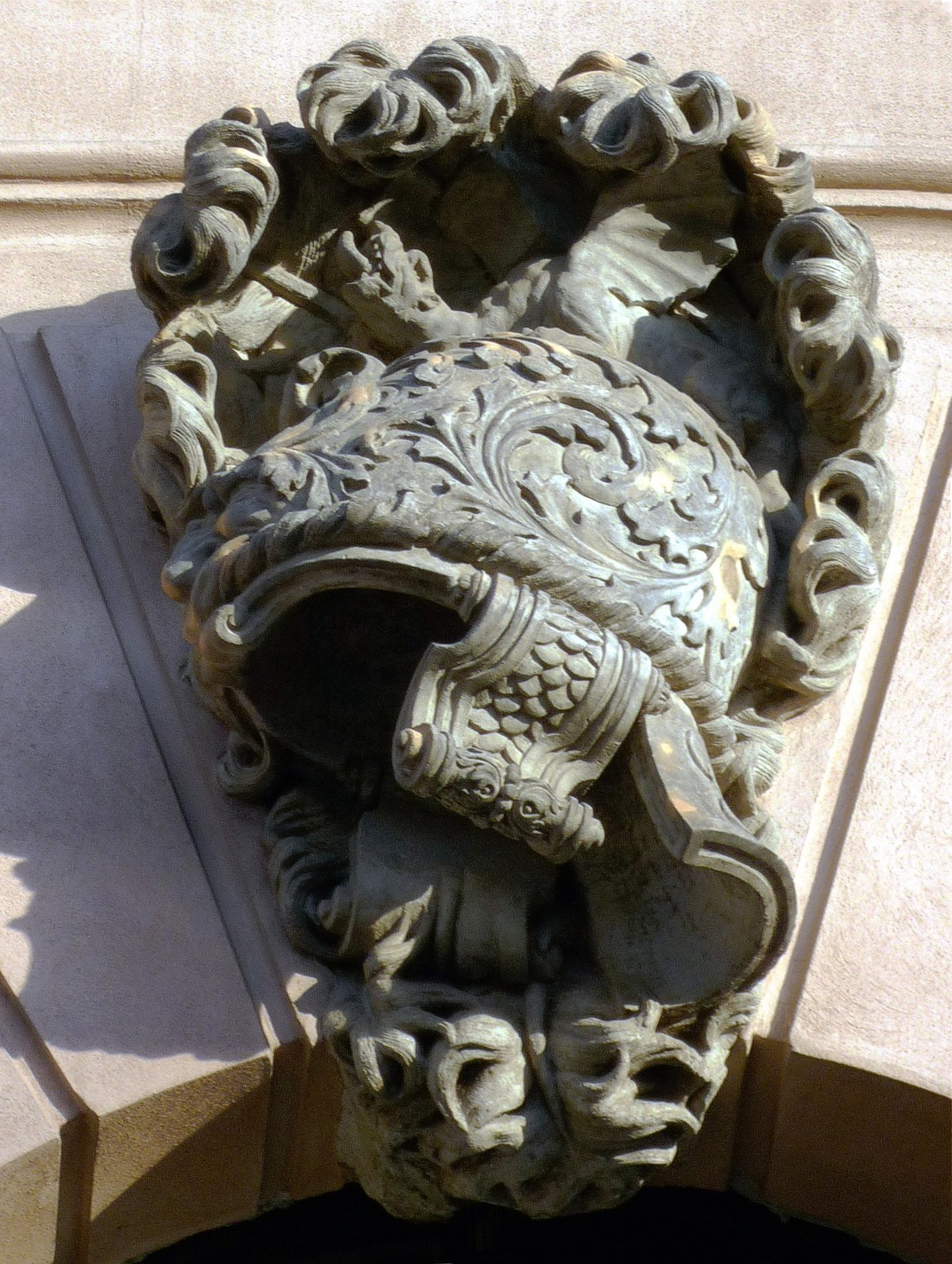
Маскарон фасада здания Арсенала. 1695. Берлин
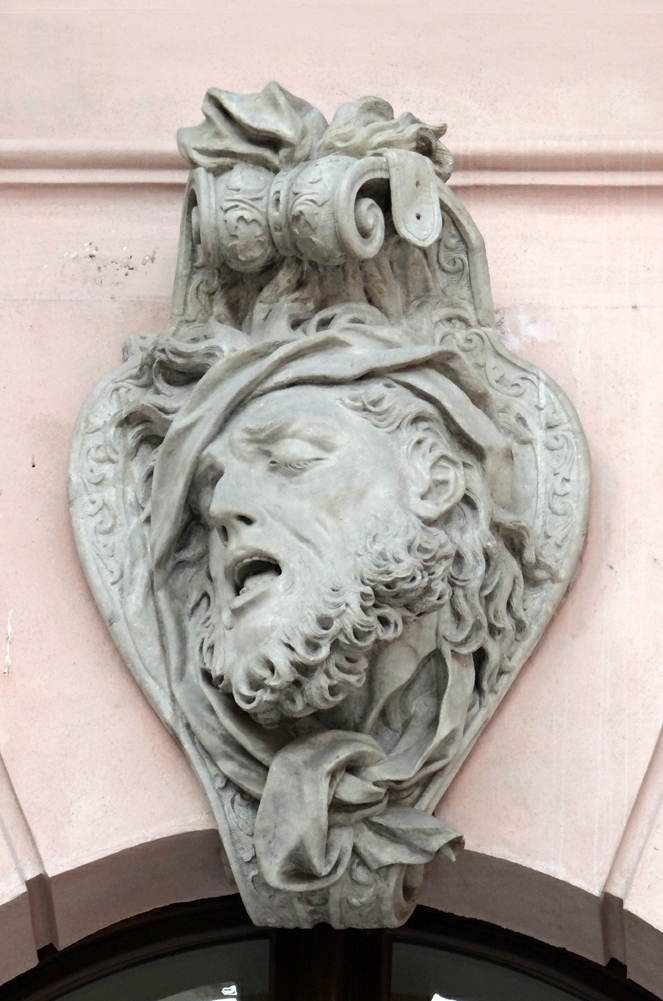
Умирающий воин. Маскарон здания Арсенала. 1695. Берлин
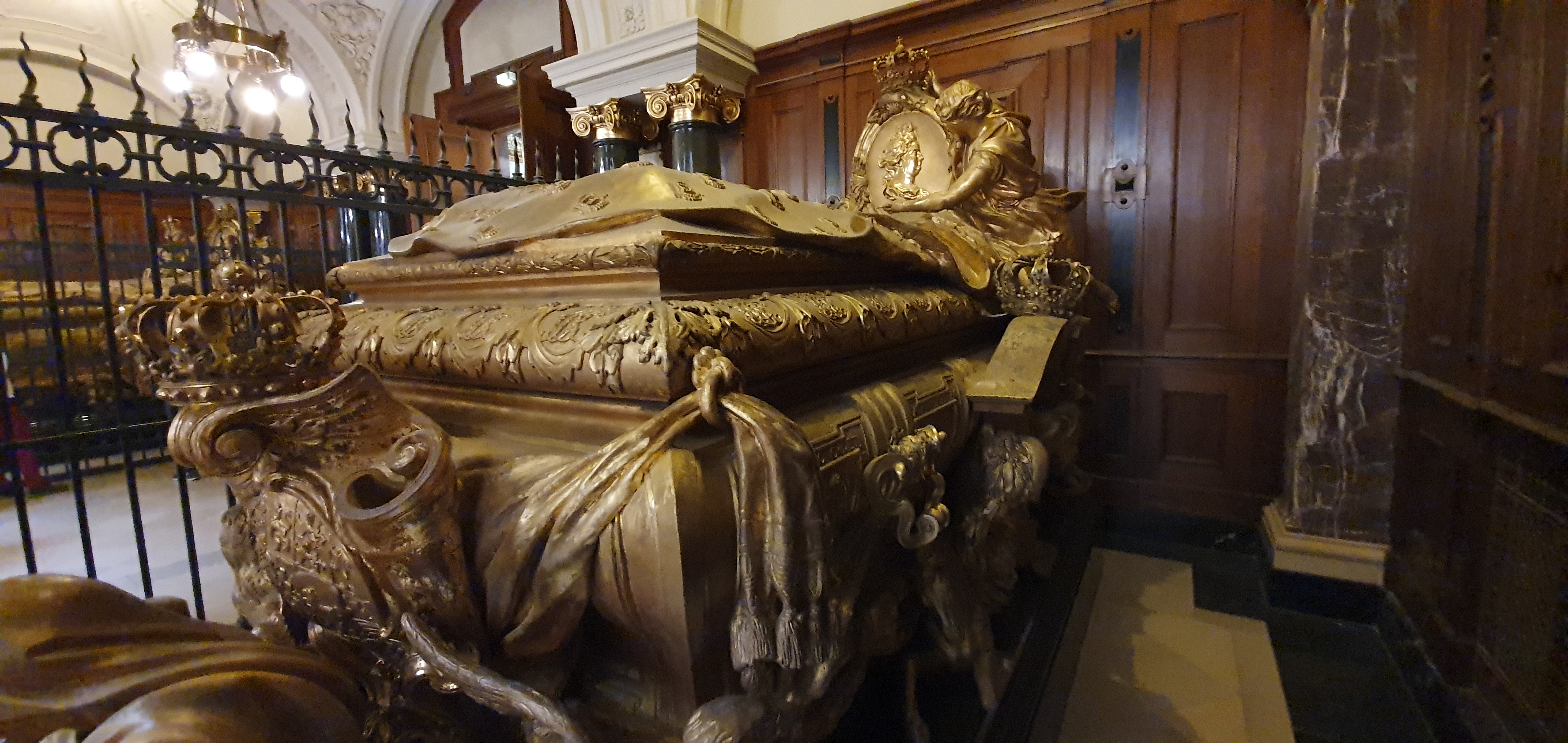
Церемониальный саркофаг Королевы Софии Шарлотты Ганноверской. 1705. Берлинский собор
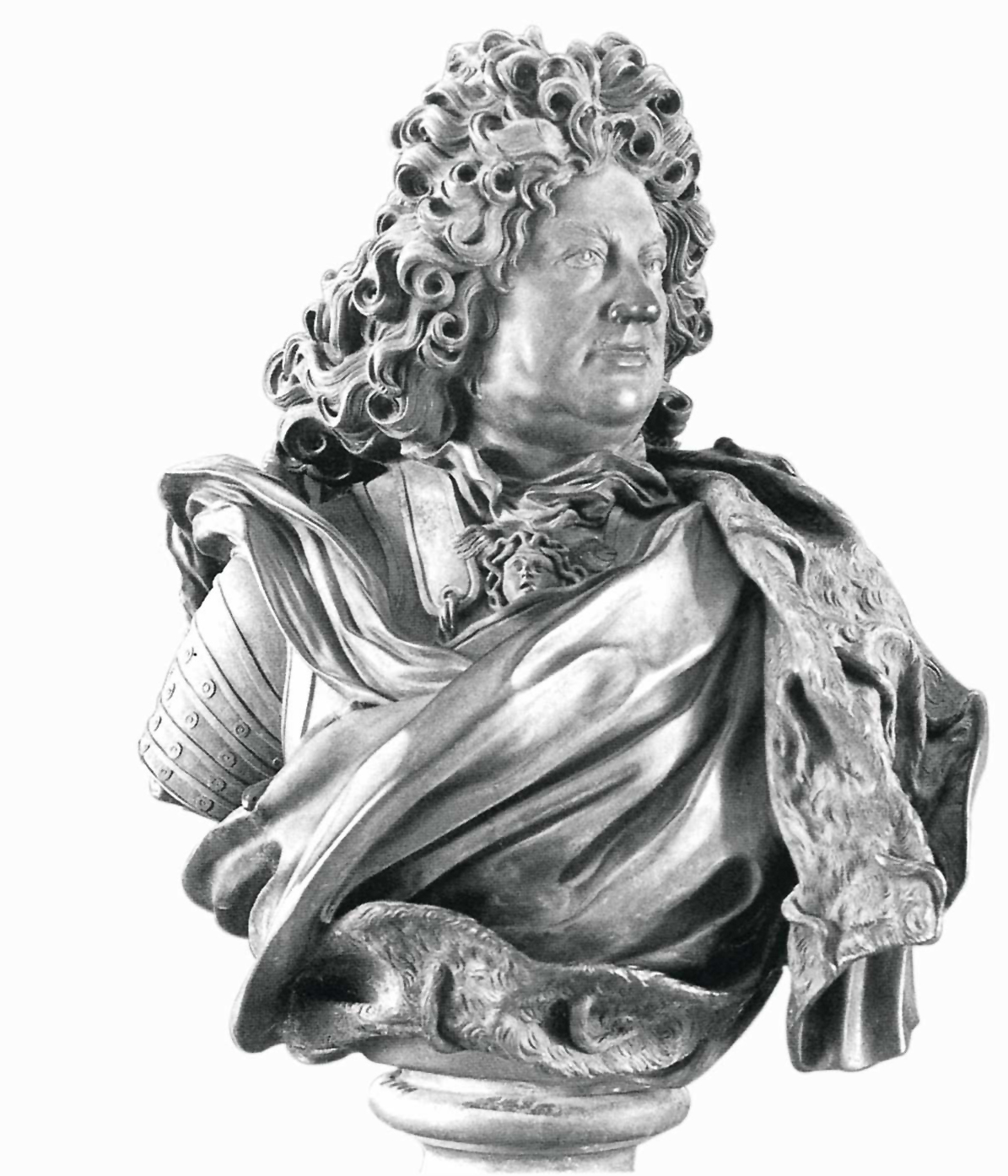
Бюст Фридриха II
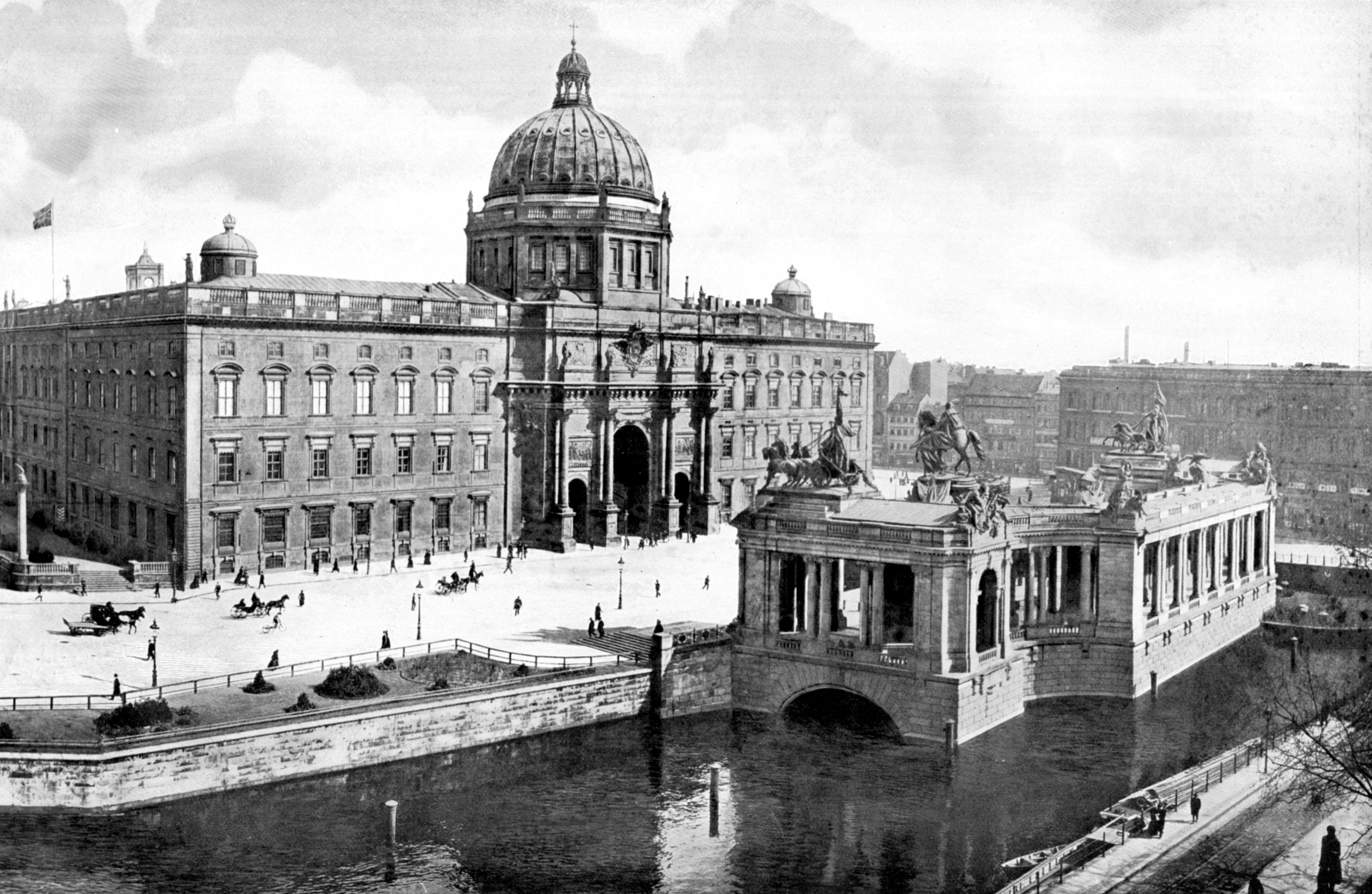
Королевский дворец в Берлине с памятником кайзеру Вильгельму I. Фотография 1904 г.
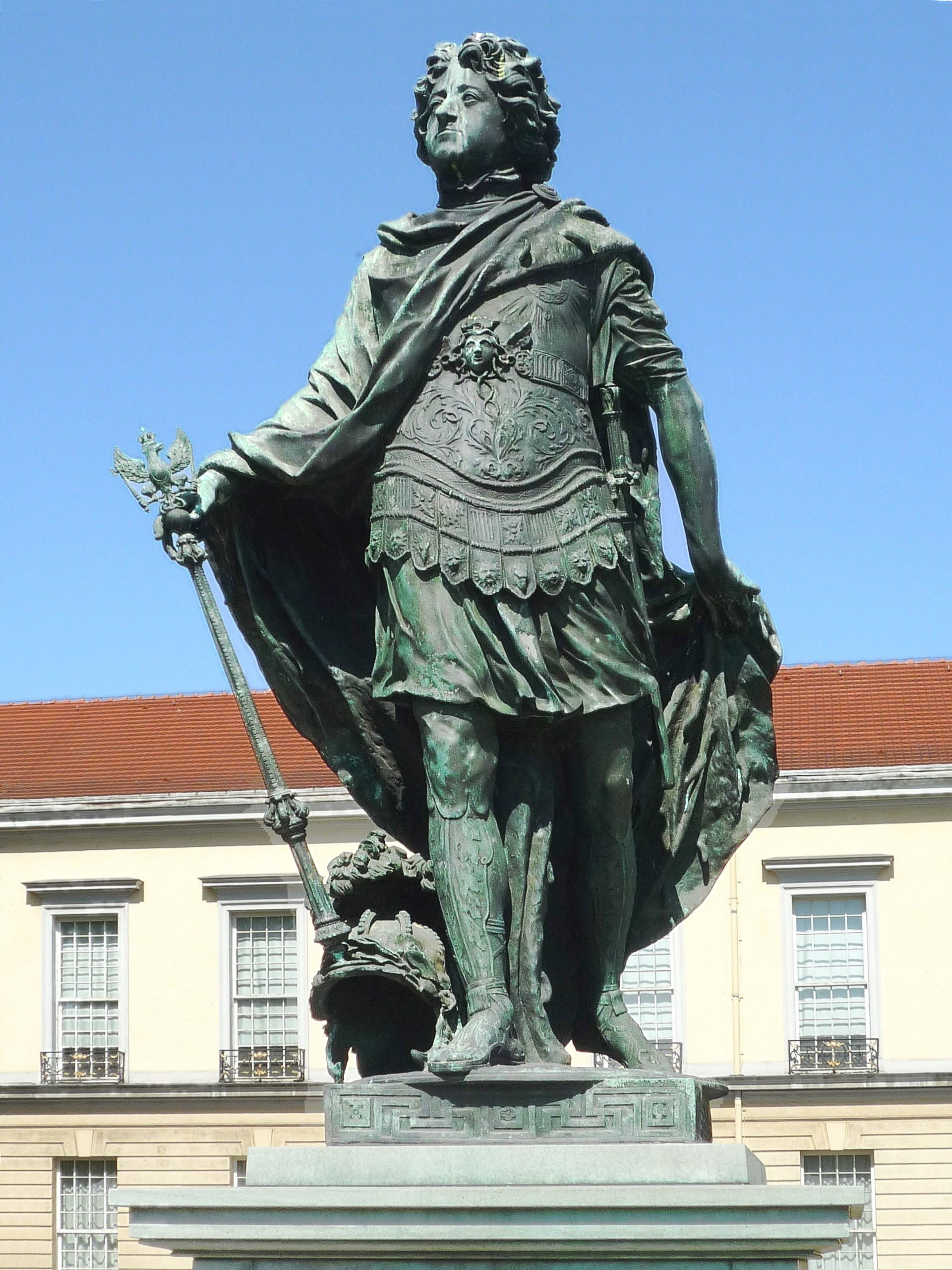
Памятник курфюрсту Бранденбургскому Фридриху III. Модель 1696 г. Бронза. Дворец Шарлоттенбург, Берлин
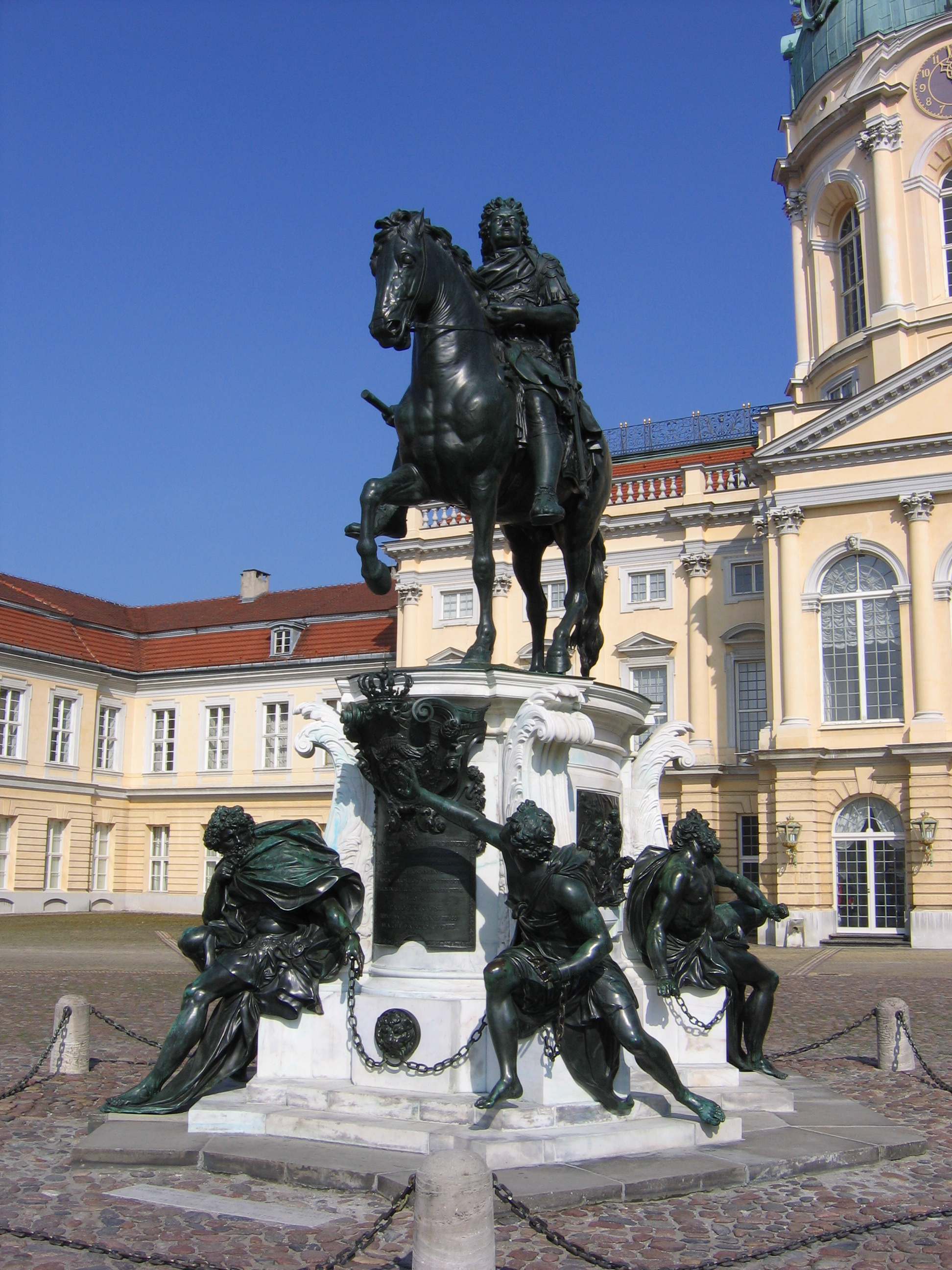
Памятник Великому курфюрсту. Модель 1696 г. Бронза. Дворец Шарлоттенбург, Берлин
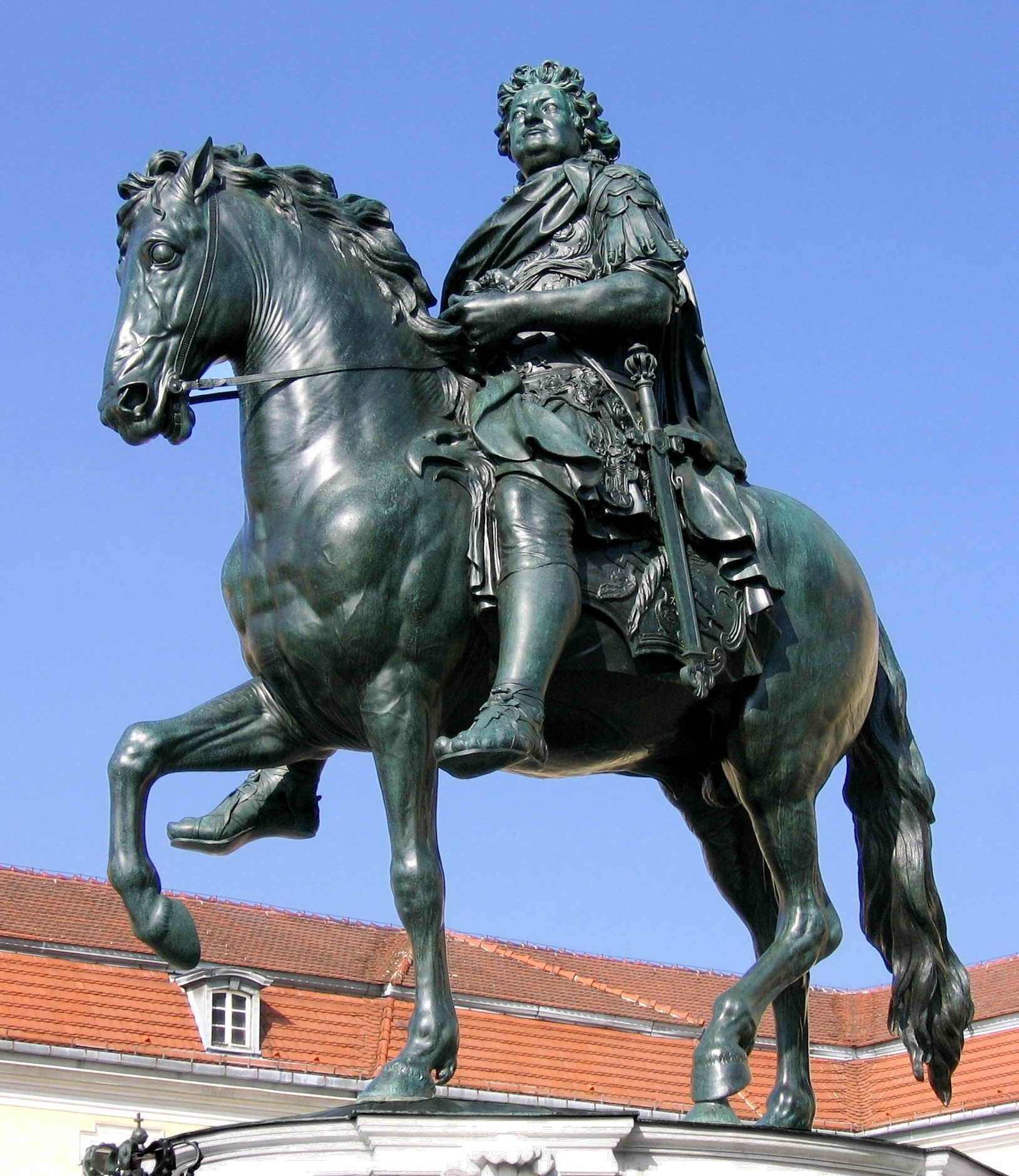
Памятник Великому курфюрсту. Деталь
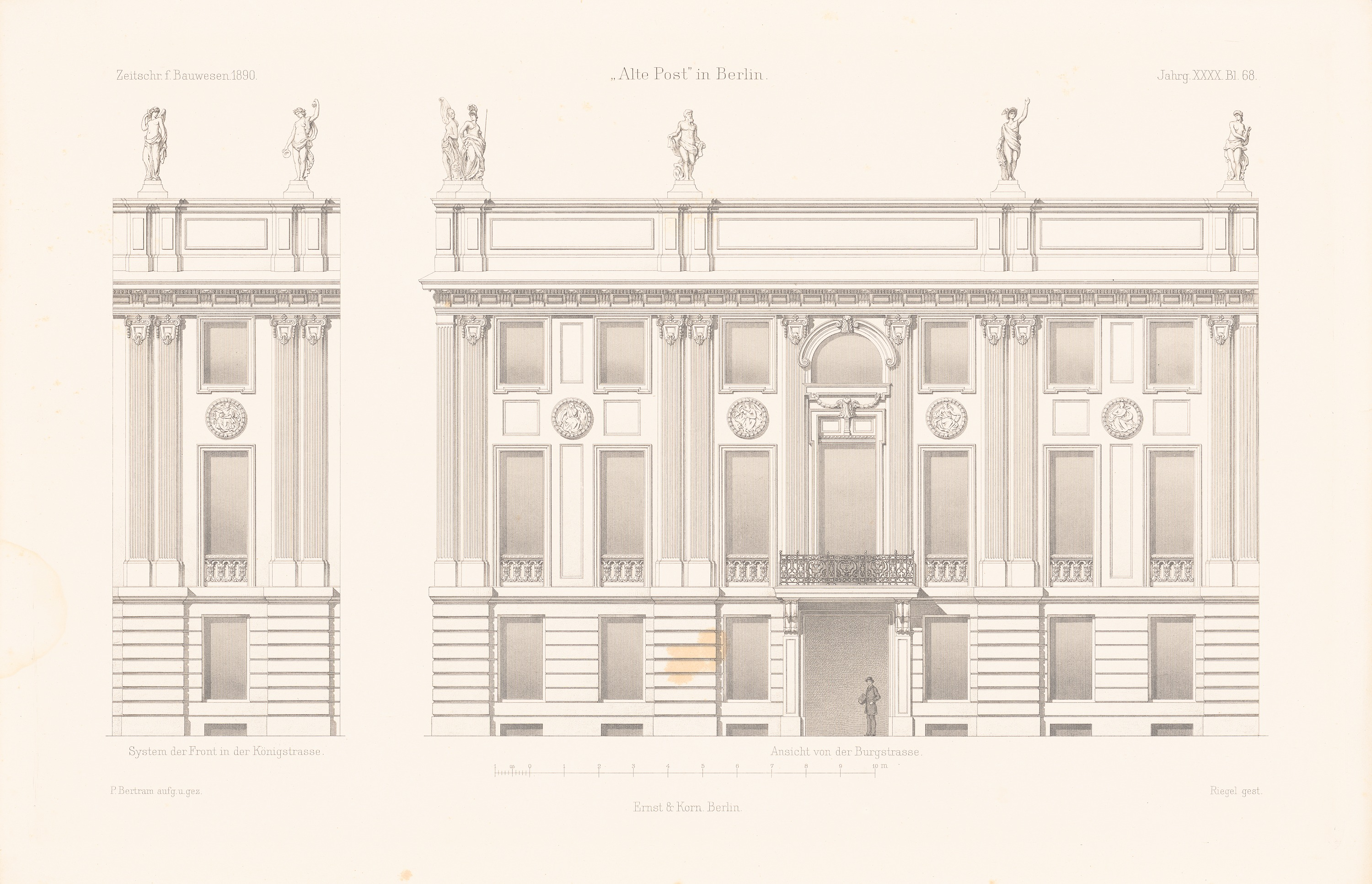
Дворец Вартенберг (Старая почта). Проект. Берлин
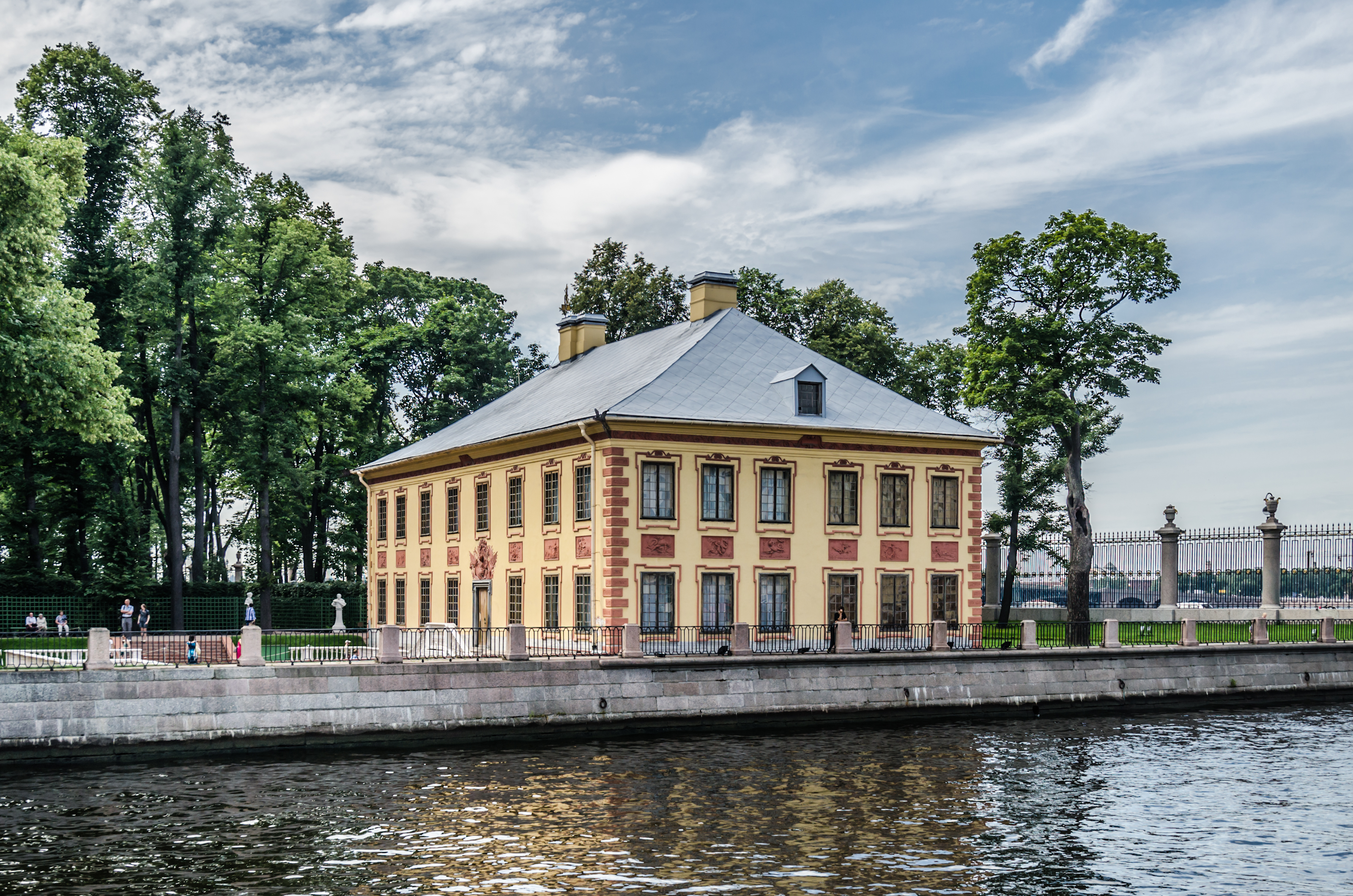
Летний дворец Петра I. Санкт-Петербург